# Anton Paauwe
Anton Paauwe (Rotterdam, 15 januari 1939 — aldaar, november 2006), was een Nederlands paragnost.
Hij schreef voor het blad ParaVisie en trad op in Life and Cooking, maar kreeg vooral grote bekendheid door zijn optredens in het radioprogramma Het Zwarte Gat, een programma over paranormale zaken bij radio Veronica, dat in de jaren tachtig en negentig gepresenteerd werd door Bart van Leeuwen (Ton Egas).
Zijn betrokkenheid bij de wereld van de helderziendheid koppelde Paauwe zelf aan een gebeurtenis die zich voltrok toen hij rond de dertig was. Hij zou onverklaarbaar buiten westen zijn geraakt toen hij op bezoek was bij vrienden. Hij voelde zich wegzakken en was doodsbang, hij dacht dat zijn laatste uur had geslagen. Er werd een dokter bij gehaald, maar voor zijn 'coma' was geen medische verklaring. Na ongeveer een half uur kwam hij bij. Vanaf dat moment zou er iets bij hem zijn veranderd: naar eigen zeggen kreeg hij visioenen van dingen die nog moesten gebeuren - helderziende waarnemingen. 
Zijn variant van helderziendheid noemde hij "helikoptervisie". Tijdens de uitzendingen van Het Zwarte Gat werd hem vaak telefonisch om advies gevraagd. Met een denkbeeldige helikopter ging hij naar die mensen toe en 'zag' dan het antwoord op de vraag en vaak nog veel meer. Zo wees hij eens de plaats aan van een verloren trouwring - bij de vuilnisbak tussen de kiezelstenen - om vervolgens in één adem commentaar te leveren op de schoenen van de beller: "Wat heb je een lelijke grote schoenen aan, het lijken wel mannenschoenen, daar moet je toch eens wat aan doen zeg". De beteuterde beller gaf toe dat haar schoenen niet erg fraai waren, maar dat daar nou eenmaal niets aan te doen was. 